# Dragonland
Dragonland es un grupo de power metal sueco formados en el año 1999. Su música se basa en las mezclas de ritmos rápidos con melodías épicas y algunas piezas de compositores como Mozart o Bach adaptadas a la guitarra y al teclado. Las letras de sus álbumes The Battle for Ivory Plains, Holy War y Under the Grey Banner hablan de The Dragonland Chronicles (Las crónicas de DragonLand), una historia fantástica escrita por los miembros del grupo además de tener una fuerte inspiración en la saga de fantasía épica, Dragonlance, de Margaret Weis y Tracy Hickman.
Los CD siguientes, Starfall y Astronomy, se alejan un tanto de lo épico para mostrar nuevos ambientes de fantasía (Egipto y el espacio exterior), por medio canciones progresivas, melódicas, mezcladas con speed y heavy metal, logrando así una poderosa mezcla de velocidad, técnica y potencia.
Lo que también caracteriza a la banda son las canciones de introducción y final que crean en los CD donde se pueden notar muchos temas apoyados en complejas y originales sinfonías creadas por su teclista, como lo son las canciones "Dragondawn" y "Dragondusk" en su primer CD, "A Hundred Years Have Passed" y "One With All", del segundo, "The Book Of Shadows" de 4 partes (3 en Starfall, del 2004 y su 4.ª parte en Astronomy, 2006) y "The Old House On The Hill", en Astronomy.
El 2009 en su MYSpace oficial Publicaron su anhelado regreso ,para la grabación de un Nuevo álbum el cual se lanzó en 2011, con el nombre de "Under the Grey Banner", siendo el tercer capítulo de la saga de las "Dragonland Chronicles". Antes de su lanzamiento mostraron por Internet un tráiler anunciándolo con la canción "Shadow of the Mithril Mountains".
Han versionado canciones de grupos como Helloween y X Japan.

## Miembros

### Miembros actuales
- Jonas Heidgert: Voz (1999-presente), Batería (1999-2002)
- Olof Mörck: Primera Guitarra (2000-presente), Teclado, Sintetizador, Piano (1999-2000)
- Elias Holmlid: Teclado, Sintetizador, Piano (2000-presente)
- Jesse Lindskog: Segunda Guitarra (2011-presente), Batería (2003-2011)
- Anders Hammer: Bajo (2007-presente)
- Johan Nunez: Batería (2014-presente)

### Anteriores miembros
- Daniel Kvist: Primera Guitarra (1999 - 2000)
- Magnus Olin: Batería (1999)
- Christer Pederson: Bajo (1999 - 2007)
- Nicklas Magnusson: Segunda Guitarra (1999 - 2011)
- Robert Willstedt: Batería (2002 - 2003)
- Morten Löwe Sörensen: Batería (2011 - 2014)

## Discografía
1. Storming across heaven(demo) (2000)
2. The Battle of the Ivory Plains (2001)
3. Holy War (2002)
4. Starfall (2004)
5. Astronomy (2006)
6. Under The Grey Banner (2011)
7. The Power Of The Nightstar (2022)

- Datos: Q1255122